# Équipe d'Algérie de football en 2009
L'équipe d'Algérie de football participe en 2009 à la suite et à la fin des qualifications pour le Mondial 2010, en Afrique du Sud. L'équipe d'Algérie est entraînée par Rabah Saâdane qui est assisté par Zoheïr Djelloul.

## Déroulement de la saison

### Classement FIFA 2009
Le tableau ci-dessous présente les coefficients mensuels de l'équipe d'Algérie publiés par la FIFA durant l'année 2009.
| Mois | janv. | fév. | Mars | Avril | Mai | Juin | Juillet | Août | sept. | oct. | nov. | déc. |
| Rang | 64    | 66   | 64   | 72    | 72  | 66   | 47      | 47   | 44    | 29   | 28   | 26   |

### Classement de la CAF
Le tableau ci-dessous présente les coefficients mensuels de l'équipe d'Algérie dans la CAF publiés par la FIFA durant l'année 2009.
| Mois | janv. | fév. | Mars | Avril | Mai | Juin | Juillet | Août | sept. | oct. | nov. | déc. |
| Rang | 13    | 13   | 13   | 17    | 17  | 13   | 7       | 7    | 7     | 4    | 4    | 5    |

## Les Matchs
| Date             | Stade                                         | Adversaire | Score | Comp | Buteurs algérien                               |
| 11 février 2009  | Stade Mustapha-Tchaker Blida, Algérie         | Bénin      | 2-1   | A    | Ghezzal 36e, Ghilas 43e                        |
| 28 mars 2009     | Stade Amahoro Kigali, Rwanda                  | Rwanda     | 0-0   | QCM  | -                                              |
| 7 juin 2009      | Stade Mustapha-Tchaker Blida, Algérie         | Égypte     | 3-1   | QCM  | Matmour 60e, Ghezzal 63e, Djebbour 78e         |
| 20 juin 2009     | Stade Chililabombwe Lusaka, Zambie            | Zambie     | 2-0   | QCM  | Bougherra 21e, Saïfi 66e                       |
| 12 août 2009     | Stade du 5-Juillet-1962 Alger, Algérie        | Uruguay    | 1-0   | A    | Djebbour 79e                                   |
| 6 septembre 2009 | Stade Mustapha-Tchaker Blida, Algérie         | Zambie     | 1-0   | QCM  | Saïfi 53e                                      |
| 11 octobre 2009  | Stade Mustapha-Tchaker Blida, Algérie         | Rwanda     | 3-1   | QCM  | Ghezzal 22e, Belhadj 45+1e, Ziani 90+2e (pen.) |
| 14 novembre 2009 | Stade international du Caire Le Caire, Égypte | Égypte     | 2-0   | QCM  | -                                              |
| 18 novembre 2009 | Al Merreikh Stadium Omdurman, Soudan          | Égypte     | 1-0   | QCM  | Yahia 40e                                      |

## Matchs amicaux
Le 11 février 2009, l'Algérie affronte le Bénin en préparation pour les éliminatoires de la coupe du monde de football 2010, elle gagnera le mat ch par deux buts à un, grâce à notamment Kamel Ghilas, et le nouveau venu en sélection Abdelkader Ghezzal.
Le 12 août 2009, toujours en préparation aux éliminatoires de la coupe du monde de football 2010, l'Algérie reçoit l'Uruguay au stade du 5 juillet 1962, Rafik Djebbour ouvrira la marquer à la 79e minute, et ce sera le seul but du match.

## Éliminatoires de la coupe du monde de football 2010
Après les tours qualificatifs de 2008, les Verts participent en 2009 au troisième tour dans le groupe C des éliminatoires de la coupe du monde de football 2010 qui compte le Rwanda, l'Égypte, et la Zambie.
Fait rare dans le football, à l'issue des six journées, l'Algérie et l'Égypte étaient à égalité parfaite avec 13 points et une différence de buts de +7, un match de barrage a eu donc lieu le 18 novembre 2009 au Soudan, qui a vu la victoire de l'Algérie par un but à zéro signé Anthar Yahia, synonyme de qualification pour le mondial 2010 en Afrique du Sud.
Les confrontations entre l'Algérie et l'Égypte ont été accompagnées d'incident extra-sportifs violents.
Légende: A : Match amical / QCM : Qualifications à la Coupe du monde / MAQCM : Match d'appui pour les qualifications à la Coupe du monde

### Bilan
| Rang | Équipe  | Pts | J | G | N | P | Bp | Bc | Diff |
| ---- | ------- | --- | - | - | - | - | -- | -- | ---- |
| #    | Algérie | 22  | 9 | 7 | 1 | 1 | 13 | 5  | +8   |

### Résultats détaillés
| Entraîneur :  |
| Rabah Saâdane |

| Entraîneur :    |
| Michel Dussuyer |

| Entraîneur :  |
| Rabah Saâdane |

| Entraîneur :    |
| Michel Dussuyer |

| Entraîneur : |
| Branko Tucak |

| Entraîneur :  |
| Rabah Saâdane |

| Entraîneur : |
| Branko Tucak |

| Entraîneur :  |
| Rabah Saâdane |

| Titulaires : |  |
| |  |
| 1 • Lounes Gaouaoui · 2 • Madjid Bougherra · 3 • Nadir Belhadj · 4 • Antar Yahia · 5 • Rafik Halliche · 6 • Yazid Mansouri · 8 • Khaled Lemmouchia · 9 • Abdelkader Ghezzal 90e · 10 • Rafik Djebbour 83e · 13 • Karim Matmour 85e · 15 • Karim Ziani · |  |
| Remplaçants : |  |
| 7 • Yacine Bezzaz 83e · 11 • Slimane Raho · 12 • Hocine Achiou · 14 • Kamel Ghilas 90e · 16 • Faouzi Chaouchi · 17 • Samir Zaoui · 18 • Hameur Bouazza 85e ·                                                                                            |  |
| Entraîneur : |  |
| Rabah Saâdane |  |

| Titulaires : |  |
| |  |
| 1 • Essam al-Hadary · 3 • Sayed Moawad · 4 • Ahmed Said 66e · 6 • Mohamed Aboutreika 87e · 6 • Hani Said · 7 • Ahmed Fathi · 8 • Hosni Abd Rabo 81e · 9 • Mohamed Zidan · 11 • Mohamed Shawky 81e · 14 • Amr Zaki · 18 • Wael Gomaa · |  |
| Remplaçants : |  |
| 2 • Mahmoud Fathallah · 10 • Ahmed Eid 81e · 12 • Homos · 13 • Ahmed Raouf 81e · 15 • Abou Mosalem Farag · 16 • Wahid · 17 • Ahmed Hassan 66e ·                                                                                       |  |
| Entraîneur : |  |
| Hassan Shehata |  |

| Titulaires : |  |
| |  |
| 1 • Lounes Gaouaoui · 2 • Madjid Bougherra · 3 • Nadir Belhadj · 4 • Antar Yahia · 5 • Rafik Halliche · 6 • Yazid Mansouri · 8 • Khaled Lemmouchia · 9 • Abdelkader Ghezzal 90e · 10 • Rafik Djebbour 83e · 13 • Karim Matmour 85e · 15 • Karim Ziani · |  |
| Remplaçants : |  |
| 7 • Yacine Bezzaz 83e · 11 • Slimane Raho · 12 • Hocine Achiou · 14 • Kamel Ghilas 90e · 16 • Faouzi Chaouchi · 17 • Samir Zaoui · 18 • Hameur Bouazza 85e ·                                                                                            |  |
| Entraîneur : |  |
| Rabah Saâdane |  |

| Titulaires : |  |
| |  |
| 1 • Essam al-Hadary · 3 • Sayed Moawad · 4 • Ahmed Said 66e · 6 • Mohamed Aboutreika 87e · 6 • Hani Said · 7 • Ahmed Fathi · 8 • Hosni Abd Rabo 81e · 9 • Mohamed Zidan · 11 • Mohamed Shawky 81e · 14 • Amr Zaki · 18 • Wael Gomaa · |  |
| Remplaçants : |  |
| 2 • Mahmoud Fathallah · 10 • Ahmed Eid 81e · 12 • Homos · 13 • Ahmed Raouf 81e · 15 • Abou Mosalem Farag · 16 • Wahid · 17 • Ahmed Hassan 66e ·                                                                                       |  |
| Entraîneur : |  |
| Hassan Shehata |  |

| Entraîneur : |
| Hervé Renard |

| Entraîneur :  |
| Rabah Saâdane |

| Entraîneur : |
| Hervé Renard |

| Entraîneur :  |
| Rabah Saâdane |

| Entraîneur :  |
| Rabah Saâdane |

| Entraîneur :  |
| Oscar Tabárez |

| Entraîneur :  |
| Rabah Saâdane |

| Entraîneur :  |
| Oscar Tabárez |

| Entraîneur :  |
| Rabah Saâdane |

| Entraîneur : |
| Hervé Renard |

| Entraîneur :  |
| Rabah Saâdane |

| Entraîneur : |
| Hervé Renard |

| Entraîneur :  |
| Rabah Saâdane |

| Entraîneur : |
| Branko Tucak |

| Entraîneur :  |
| Rabah Saâdane |

| Entraîneur : |
| Branko Tucak |

| Entraîneur :   |
| Hassan Shehata |

| Entraîneur :  |
| Rabah Saâdane |

| Entraîneur :   |
| Hassan Shehata |

| Entraîneur :  |
| Rabah Saâdane |

| Entraîneur :   |
| Hassan Shehata |

| Entraîneur :  |
| Rabah Saâdane |

| Entraîneur :   |
| Hassan Shehata |

| Entraîneur :  |
| Rabah Saâdane |

## Les joueurs
| Joueurs                            |    |    |    |    |    |    |    |    |    |
| ---------------------------------- | -- | -- | -- | -- | -- | -- | -- | -- | -- |
| Gardiens de but                    |    |    |    |    |    |    |    |    |    |
| Faouzi Chaouchi (ES Sétif)         |    |    |    |    | 44 |    |    |    | 90 |
| Lounès Gaouaoui (ASO Chlef)        | 90 | 90 | 90 | 90 | 46 | 90 | 90 | 90 |    |
| Défenseurs                         |    |    |    |    |    |    |    |    |    |
| Madjid Bougherra (Glasgow Rangers) | 65 | 90 | 90 | 90 | 90 | 90 | 90 | 90 | 90 |
| Antar Yahia (VfL Bochum)           |    |    | 90 | 90 |    | 46 | 90 | 90 | 67 |
| Nadir Belhadj (Portsmouth FC)      | 46 | 90 | 90 | 90 | 90 | 90 | 90 | 90 | 90 |
| Abdelkader Laïfaoui (ES Sétif)     |    |    |    |    | 90 |    |    | 18 |    |
| Rafik Halliche (CD Nacional)       |    | 90 | 90 | 90 |    | 90 | 90 | 72 | 90 |
| Slimane Raho (ES Setif)            | 19 | 90 |    |    | 14 |    |    |    |    |
| Samir Zaoui (ASO Chlef)            |    |    |    |    |    |    |    |    | 23 |
| Mohamed Rabie Meftah (JSM Béjaïa)  | 71 |    |    |    |    |    |    |    |    |
| Abderaouf Zarabi (Nîmes Olympique) | 44 |    |    |    |    |    |    |    |    |
| Adel Maïza (USM Annaba)            | 90 |    |    |    |    |    |    |    |    |
| Milieux                            |    |    |    |    |    |    |    |    |    |
| Yazid Mansouri (FC Lorient)        | 90 | 90 | 90 | 90 | 46 | 90 |    | 90 | 90 |
| Yacine Bezzaz (RC Strasbourg)      | 46 |    | 7  | 0  | 44 |    |    | 44 |    |
| Karim Matmour (Mönchengladbach)    | 70 | 90 | 85 | 90 | 76 | 90 | 90 | 46 | 33 |
| Karim Ziani (VfL Wolfsburg)        |    |    | 90 | 90 | 60 | 90 | 90 | 90 | 90 |
| Hameur Bouazza (Blackpool)         | 20 | 30 | 5  | 8  | 29 |    |    |    |    |
| Hassan Yebda (Portsmouth FC)       |    |    |    |    |    |    | 17 |    | 90 |
| Mourad Meghni (Lazio de Rome)      |    |    |    |    | 61 | 44 | 73 | 90 | 57 |
| Khaled Lemmouchia (ES Sétif)       | 90 | 90 | 90 | 90 | 90 | 90 | 90 | 90 |    |
| Lazhar Hadj Aissa (ES Sétif)       | 44 | 0  |    |    |    |    |    |    |    |
| Chérif Abdeslam (JS Kabylie)       | 25 |    |    |    | 5  |    |    |    |    |
| Lamouri Djediat (ES Sétif)         | 20 |    |    |    |    |    |    |    |    |
| Hocine Achiou (JS Kabylie)         |    |    |    |    | 30 |    |    |    |    |
| Attaquants                         |    |    |    |    |    |    |    |    |    |
| Abdelkader Ghezzal (AC Sienne)     | 90 | 90 | 90 | 61 | 46 | 25 | 85 | 27 | 90 |
| Rafik Djebbour (AEK Athènes FC)    |    | 30 | 83 | 82 | 85 | 65 | 18 |    |    |
| Rafik Saïfi (FC Istres)            |    | 60 |    | 29 | 44 | 76 | 72 | 63 | 89 |
| Kamel Ghilas (Hull City)           | 70 | 60 | 0  |    |    | 14 | 5  |    | 1  |

- Les nombres présents dans chaque case de la matrice représentent le nombre de minutes jouées par le joueur lors de ce match (0 signifie que le joueur est entré pendant le temps additionnel).

## Meilleurs buteurs
- 3 buts    
  - Abdelkader Ghezzal
- 2 buts   
  - Rafik Djebbour
  - Rafik Saïfi
- 1 but  
  - Anthar Yahia
  - Karim Matmour
  - Madjid Bougherra
  - Nadir Belhadj
  - Karim Ziani